# Навачисте
Навачисте (исп. Navachiste) — лагуна в Мексике, находится на побережье штата Синалоа в 40 км от города Гуасаве. Площадь акватории — 206 км². Средняя глубина лагуны — около 2,5 м. Высота прилива — 1,08 м.
Лагуна Навачисте вместе с лагунами Сан-Игнасио и Макапуле образует систему лагун, также называемую Навачисте. Соединяется с лагуной Сан-Игнасио проливом Бока-де-Ахора шириной 2 км и глубиной 9 м и с Калифорнийским заливом — проливом Бока-Васикилья шириной 1,5 км и глубиной 11 м.
С конца весны по начало осени в окрестностях лагуны преобладают южные и юго-западные ветра, с осени по весну — северные и северо-западные. Скорость зимних ветров — 8—12 м/с. Смена вод лагуны происходит за 16 дней. Среднее количество осадков в окрестностях Навачисте — от 365 до 440 мм в год, максимум приходится на август и сентябрь. Испаряется в среднем 2000 мм в год. Средняя температура — 23,5 °С.
Острова лагуны с 1978 года являются охраняемой природной территорией. Навачисте является местом обитания популяции зелёных черепах.